# Sergej Vodop'janov
Sergej Vladimirovič Vodop'janov (in russo Серге́й Владимирович Водопьянов?; Taldıqorğan, 20 settembre 1987) è un pugile russo.

## Palmarès

### Mondiali dilettanti
- 2 medaglie:
  - 1 oro (Chicago 2007 nei pesi gallo)
  - 1 argento (Milano 2009 nei pesi piuma)